# Amphiroa pusilla
Amphiroa pusilla Yendo, 1902  é o nome botânico de uma espécie de algas vermelhas pluricelulares do gênero Amphiroa.
- São algas marinhas encontradas nos Estados Unidos (Califórnia), Japão e Coreia.

## Sinonímia
Não apresenta sinônimos.